# 綠翅灰斑鴨
綠翅灰斑鴨（Anas capensis）是一種長44-46厘米的鑽水鴨，棲息在撒哈拉以南非洲的遼闊濕地。其种加词“capensis”意为“南非开普省的/好望角的”。
綠翅灰斑是候鳥，但只跟隨雨水而遷徙。雌鴨及雄鴨相似。牠們非常淡色，主要呈灰色，背部褐色，喙是粉紅色的。這些特徵都使牠們很易辨認。
綠翅灰斑鴨的分佈地很細小，但廣泛分佈。牠們很少會聚成大群，除了換毛的群族，數量可多達2000隻。
綠翅灰斑鴨吃水中的植物及細小的生物，如無脊椎動物、甲殼類及兩棲類。牠們在地上的植物下及近水邊築巢。
綠翅灰斑鴨是很寂靜的，但在交配季節就很嘈吵。雄鴨會發出清晰的叫聲，雌鴨則會以嘎嘎聲回應。
　
綠翅灰斑鴨是受到《非洲-歐亞大陸遷徙水鳥保護協定》保護的物種之一。